# على
على أحد أحرف الجر في اللغة العربية، له معانٍ كثيرة، في علم (النحو) ومعناه الرئيسي يفيد الاستعلاء أو الاستعلاء المجازي .

## معاني الحرف
معاني حرف الجر (على)
1- الاستعلاء: ويكون الاستعلاء على المجرور وهو الغالب مثل قوله تعالى: (وعليها وعلى الفلك تحملون) وقد يكون الاستعلاء على ما يقرب من المجرور (أي ليس المجرور ذاته) ويقصد به المجازي، نجد ذلك في قوله تعالى: (أو أجد على النار هدى) أي: على المكان الذي هو قريب من النار، هدى أي هاديا أو ذا هدى أي: شخصا يهديني إلى الطريق.
وقد يكون الاستعلاء معنويا، نحو قوله تعالى: (ولهم عليَّ ذنب) فاستعلاء البعض على البعض معنوي لا حسي.
2- المصاحبة: نحو قوله تعالى : (وءاتى المال على حبه) أي: مع حبه له.
3- المجاوزة: أي بمعنى: (عن) كقول الشاعر: 
إذا رضيتْ علىَّ بنو قُشَيْر..

أي: إذا رضيت عني، ويحتمل أن يضمَّن (رضي) معنى (عطف).
4- التعليل أي: بمعنى (اللام)، نحو قوله تعالى: (ولتكبروا الله على ما هداكم) أي: لهدايته إياكم.
5- الظرفية: أي بمعنى (في) نحو قوله تعالى : (ودخل المدينة على حين غفلة) أي : في حين غفلة.
6- موافقة (من) نحو قوله تعالى : (إذا اكتالوا على الناس يستوفون)، أي : من الناس.
7- موافقة الباء : نحو قوله تعالى : (حقيق على أن لا أقول على الله) أي : بأن لا أقول
8- أن تكون زائدة.
9- أن تكون للاستدراك والإضراب. (وفيهما تفصيل).